# Liste von Persönlichkeiten der Stadt Karlsbad
Die Liste der Persönlichkeiten der Stadt Karlsbad enthält Personen, die in der Geschichte der Stadt Karlsbad eine nachhaltige Rolle gespielt haben. Es handelt sich dabei um Persönlichkeiten, denen die Ehrenbürgerschaft verliehen wurde, die hier geboren sind oder hier gewirkt haben oder die berühmte Badegäste waren.

## Ehrenbürger
- Jean de Carro (1770–1857), französischer Arzt, Ehrenbürger der Stadt, starb hier
- August von Lützow (1795–1872), Mäzen
- Eduard Hlawaczek (1808–1879), Mediziner

## Söhne und Töchter der Stadt

### Bis 1900
- Fabian Sommer (1533–1571), Mediziner, schrieb die erste umfassende Monographie über Karlsbad
- David Becher (1725–1792), Hippokrates von Karlsbad
- Josef Wunderlich (1728–1793), Erfinder einer Sämaschine
- Franz Christian Pittroff (1739–1814), römisch-katholischer Priester, Theologe und Hochschullehrer
- Johann Wenzel Peter (1745–1829), Tiermaler
- August Leopold Stöhr (1764–1831), Ordenspriester und Historiker
- Bernhard Mitterbacher (1767–1839), Mediziner
- Josef Vitus Becher (1769–1840), Apotheker, Erstproduzent des Karlsbader Becherbitter
- Thaddäus Damm (1775–1826), Beamter während der Habsburgermonarchie
- Eduard Hlawaczek (1808–1879), Mediziner und Autor
- August Pfizmaier (1808–1887), Sinologe, Japanologe, Sprachwissenschaftler und Übersetzer
- Josef Loschmidt (1821–1895), Physiker und Chemiker, geboren in Putschirn
- Friedrich Knoll (1825–1894), Kaufmann, Komponist, Pianist und Chorleiter
- Heinrich Edler von Mattoni (1830–1910), Unternehmer, Gründer des Kurorts Kyselka und Namensgeber des Karlsbader Mineralwassers Mattoni
- Ludwig Moser (1833–1916), Unternehmer
- Julius Hofmann (1840–1913), österreichischer Mediziner, Kunstsammler und Politiker
- Philipp Knoll (1841–1900), Pathologe, Abgeordneter des Böhmischen Landtags
- Anton Schneider (1841–1900), österreichischer Lehrer und Politiker
- Rudolf Knoll (1844–1914), Politiker und Verwaltungsbeamter
- Friedrich Teller (1852–1913), Paläontologe und Geologe
- Josef Maria Kotzian (1856–1917), österreich-ungarischer Dirigent und Kapellmeister
- Josef Hofmann (1858–1943), Heimatforscher und Schriftsteller
- Alfred Bayer (1859–1916), Baumeister und Architekt
- Sophie von Künsberg (1861–1938), Schriftstellerin
- Elise Beuer (1863–nach 1908), Opernsängerin
- Julius Pupp (1870–1936), Hotelier, Eigentümer des Grandhotel Pupp
- Rudolf Lössl (1872–1915), Politiker (Deutschradikale Partei), Gymnasialprofessor und Germanist
- Emil Goldmann (1872–1942), Rechtshistoriker
- Theodor Plaut (1874–1938), Mediziner
- Ernst Teschner (1874–1946), tschechoslowakischer Politiker der deutschen Minderheit
- Alfred Grünberger (1875–1935), Politiker
- Ernst Löwenstein (1878–1950), tschechisch-österreichischer Mediziner und Hochschullehrer
- Oscar Adler (1879–1936), Internist und Hochschullehrer
- Richard Teschner (1879–1948), Künstler des Wiener Jugendstils
- Josef Zuth (1879–1932), Musikpädagoge, Journalist und Musikforscher, geboren in Fischern
- Viktor Kafka (1881–1955), Neuropsychologe und Bakteriologe
- Carl Thiemann (1881–1966), Graphiker, Maler
- Hugo Uher (1882–1945), Bildhauer
- Walther Klemm (1883–1957), Maler und Graphiker
- Anton Walter (1883–1950), Cellist und Musikprofessor
- Erwin Trojan (1888–1957), Komponist
- Eduard Lichtenstein (1889–1953), Opernsänger
- Walter Serner (1889–1942), Schriftsteller
- Josef Dobrowsky (1889–1964), Maler
- Bruno Adler (1889–1968), Literaturwissenschaftler und Kunsthistoriker
- Franz Dengler (1890–1963), Trompeter
- Ernst Franz (1894–1915), Radrennfahrer, geboren in Fischern
- Franz Planer (1894–1963), Kameramann
- Franz Haas (1895–1955), Wirtschaftswissenschaftler
- Fritz Schulz (1896–1972), Schauspieler, Regisseur und Sänger
- Christiane Ritter (1897–2000), Malerin und Autorin
- Richard Rusy (1897–unbekannt), sudetendeutscher Kaufmann und Kommunalpolitiker (SdP, NSDAP)
- Karl Hermann Frank (1898–1946), nationalsozialistischer Politiker
- Lily Pincus (1898–1981), Sozialtherapeutin, Schriftstellerin
- Václav Vích (1898–1966), Kameramann
- André Mattoni (1900–1985), Schauspieler

### 20. Jahrhundert

#### 1901 bis 1925
- Lisbeth Oestreicher (1902–1989), österreichisch-niederländische Textilkünstlerin
- Fritz Köllner (1904–1986), sudetendeutscher Politiker und SA-Führer
- Curt Singer (1905–1989), jüdischer Maler der Verschollenen Generation
- Walter Kaufmann (1907–1984), Musikethnologe, Komponist und Dirigent
- Erich Bachmann (1910–1991), Kunsthistoriker
- Herbert Lang (1911–1997), Hochschullehrer in Prag und München
- Walter Becher (1912–2005), Vertriebenenpolitiker, CSU-Bundestagsabgeordneter von 1965 bis 1980
- Maria Austria (1915–1975), österreichisch-niederländische Fotografin
- Yehoshua Arieli (1916–2002), israelischer Historiker
- Wolfgang Schöniger (1920–1971), Analytiker und Mikrochemiker
- Wilhelm Hager (1921–2006), Bildhauer und Kunstmaler
- Kurt P. Lohwasser (1922–1999), Maler und Grafiker
- Peter Berner (1924–2012), österreichischer Psychiater und Psychologe
- Otto Häuser (1924–2007), Schriftsteller, geboren in Schankau
- Helmut Hellmessen (1924–2021), Künstler
- Traute Richter (1924–1986), Schauspielerin

#### 1926 bis 1950
- Lucie Schauer (1926–2011), Germanistin, Journalistin und Kulturmanagerin
- Josef Weinmann (1926–2008), Schweizer Zahnarzt und Heimatforscher
- Zbyněk Brynych (1927–1995), Filmregisseur
- Martin Fleischmann (1927–2012), deutsch-britischer Chemiker und Hochschullehrer
- Robert Geipel (1929–2017), Geograph und Hochschullehrer
- Vera Schlosser (1929–2018), Schweizer Opernsängerin (Sopran)
- Jan Pohan (1930–2015), Schauspieler, geboren in Drahowitz
- Peter Anselm Riedl (1930–2016), Kunsthistoriker und Professor für Kunstgeschichte
- Georg Riedel (1934–2024), schwedischer Jazz-Bassist und Filmkomponist
- Gidon Lev (* 1935), israelischer Milchbauer und Holocaust-Überlebender
- Horst Rudolf Übelacker (* 1936), Publizist
- Eva Manhardt (1937–2018), Schauspielerin und Synchronsprecherin
- Gerhard Schmidt-Gaden (* 1937), Gründer und Leiter des Tölzer Knabenchores
- Carl Paschek (* 1938), deutscher Germanist und Bibliothekar
- Jürgen Moll (1939–1968), deutscher Fußballspieler
- Knud Knabe (* 1941), deutscher Bildhauer
- Gerd Lohwasser (1941–2016), Politiker und Bezirkstagspräsident von Mittelfranken
- Peter Vetter (1941–2009), Verbandsfunktionär, Politiker (CDU), Mitglied des Abgeordnetenhauses von Berlin
- Gernot Facius (* 1942), Journalist
- Peter Frederik Schneider (1942–1999), deutscher Fotograf, Regisseur und Filmproduzent
- Michael Klier (* 1943), Filmregisseur und Drehbuchautor
- Blandina Paschalis Schlömer OSCO (* 1943), Trappistin und Ikonographin
- Ekkehard Kiesswetter (* 1944), deutscher Politiker (FDP)
- Lutz Mez (* 1944), deutscher Politikwissenschaftler
- Uta Priew (* 1944), deutsche Opernsängerin, (Mezzosopran)
- Dieter Sauer (* 1944), deutscher Sozialwissenschaftler
- Marie Christine von Reibnitz (* 1945), Princess Michael of Kent, Autorin
- Antonín Bartoníček (* 1949), Radrennfahrer
- Jan Hloušek (1950–2014), Geologe, Mineraloge und Historiker

#### Ab 1951
- Walter Diewock (* 1953), deutscher Maler
- Václav Krondl (* 1953), Fußballschiedsrichter
- Stanislav Birner (* 1956), Tennisspieler
- Josef Herget (* 1957), deutscher Informationswissenschaftler
- Milan Augustin (* 1960), Archivar und Historiker
- Michaela Merten (* 1964), Schauspielerin, Sängerin, Unternehmerin und Autorin
- Karel Dobrý (* 1969), Theater-, Film- und Fernsehschauspieler
- Marek Helsner (* 1969), deutscher Drehbuchautor und Politiker (Bündnis 90/Die Grünen)
- Aleš Háma (* 1973), Schauspieler, Sänger, Gitarrist, Moderator und Synchronsprecher
- Karla Šlechtová (* 1977), Politikerin
- Lukáš Došek (* 1978), Fußballspieler
- Tomáš Došek (* 1978), Fußballspieler
- Petr Novák (* 1982), Skilangläufer
- Michal Novák (* 1996), Skilangläufer
- Martin Rubeš (* 1996), Degenfechter
- Vít Hlaváč (* 1997), Geher
- Pavel Šulc (* 2000), Fußballspieler

## In Karlsbad wirkten
- Josef Cosack (1801–1879), deutscher Unternehmer und Industriepionier, starb hier
- Joseph Labitzky (1802–1881), Komponist und Kapellmeister in Karlsbad
- Josef von Löschner (1809–1888), Balneologe, trug zur Verbreitung der Bekanntheit des Kurbades Karlsbad bei
- Barbara Bayer (1827–1887), Bäckerin, Erstproduzentin der Karlsbader Oblaten
- August Labitzky (1832–1903), Komponist, Musikdirektor und Kapellmeister in Karlsbad
- Franz Xaver Mayr (1875–1965), österreichisch-tschechoslowakischer Kurarzt
- František Běhounek (1898–1973), tschechoslowakischer Physiker und Schriftsteller, starb hier
- Gustav Opočenský (1920–1992), tschechoslowakischer Schauspieler, wirkte und starb hier
- Georg Kolominský (1925–1986), Balneologe, Direktor des Balneologischen Forschungsinstituts I.P. Pavlov 1958–68
- Jiří Bartoška (1947–2025), tschechischer Schauspieler, Mitbegründer der Filmfestspiele

## Auswahl berühmter Besucher
- Madeleine Albright (1937–2022), US-amerikanische Politikerin
- Mustafa Kemal Atatürk (1881–1938), Begründer der Republik Türkei
- Johann Sebastian Bach (1685–1750), Komponist, Kantor, Hofkonzertmeister, Violinist sowie Orgel- und Cembalovirtuose
- Ludwig van Beethoven (1770–1827), Komponist und Pianist, wohnte Juli/August 1812 im Haus „Auge Gottes“ auf der Wiese Nr. 311
- Otto von Bismarck (1815–1898), Reichskanzler
- Johannes Brahms (1833–1897), Komponist, Pianist und Dirigent
- Frédéric Chopin (1810–1849), Komponist, Pianist und Klavierpädagoge
- Fjodor Dostojewski (1821–1881), Schriftsteller
- Michael Douglas (* 1944), Schauspieler, Filmproduzent und Oscar-, Golden-Globe sowie Emmy-Preisträger
- Antonín Dvořák (1841–1904), Komponist der Romantik
- Sigmund Freud (1856–1939), Arzt, Neurophysiologe, Tiefenpsychologe, Kulturtheoretiker und Religionskritiker
- Theodor Fontane (1819–1898), Schriftsteller, Journalist und Kritiker
- Morgan Freeman (* 1937), Schauspieler, Moderator, Regisseur, Produzent und Oscar-Preisträger
- Johann Wolfgang von Goethe (1749–1832), Dichter und Naturforscher
- Edvard Grieg (1843–1907), Pianist und Komponist
- Václav Havel (1936–2011), Dramatiker, Essayist, Menschenrechtler und Politiker
- Johann Gottfried Herder, (1744–1803), Dichter, Übersetzer, Theologe sowie Geschichts- und Kultur-Philosoph
- Kaiser Joseph II.
- Kaiser Karl VI.
- Ferdinand Laub (1832–1875), Geiger und Komponist
- Franz Liszt (1811–1886), Komponist, Pianist, Dirigent, Theaterleiter, Musiklehrer und Schriftsteller
- Gottfried Wilhelm Leibniz (1646–1716), Philosoph, Mathematiker, Jurist, Historiker und politischer Berater der frühen Aufklärung
- Gustaf Mannerheim (1867–1951), finnlandschwedischer Offizier und Staatsmann
- Karl Marx (1818–1883), Philosoph, Ökonom, Gesellschaftstheoretiker, politischer Journalist, (im Haus „Germania“, Schloßplatz, 1874–1876)
- Franz Xaver Wolfgang Mozart (1791–1844), Komponist und Klaviervirtuose
- Niccolò Paganini (1782–1840), Violinist, Bratschist, Gitarrist und Komponist
- Zar Peter der Große (1672–1725), Zar und Großfürst von Russland
- Friedrich Schiller (1759–1805), Arzt, Dichter, Philosoph und Historiker
- Heinrich Schliemann (1822–1890), Kaufmann, Archäologe sowie Pionier der Feldarchäologie
- Robert Schumann (1810–1856), Komponist, Musikkritiker und Dirigent
- Gustav Stresemann (1878–1929), Politiker
- Iwan Turgenew (1818–1883, Schriftsteller, im Haus „Königin von England“, Schloßplatz, 1874)
- Richard Wagner (1813–1883), Komponist, Dramatiker, Dichter, Schriftsteller, Theaterregisseur und Dirigent
- Albrecht von Wallenstein (1583–1634), böhmischer Feldherr und Politiker